# 2022年世界陸上競技選手権大会セントビンセント・グレナディーン選手団
2022年世界陸上競技選手権大会セントビンセント・グレナディーン選手団は、2022年7月15日から7月24日までアメリカ合衆国のユージーンで開催された第18回世界陸上競技選手権大会のセントビンセント・グレナディーン選手団。

## 選手団
- 人員: 選手 1人

## 選手名簿・結果
| 選手                 | 種目     | 予選      | 予選       | 準決勝   | 準決勝   | 決勝     | 決勝     |
| 選手                 | 種目     | 結果      | 順位       | 結果     | 順位     | 結果     | 順位     |
| -------------------- | -------- | --------- | ---------- | -------- | -------- | -------- | -------- |
| シャフィカ・マロニー | 女子800m | 2分03秒00 | 35位 (6着) | 予選敗退 | 予選敗退 | 予選敗退 | 予選敗退 |